# 连州 (连县)
连州，中国古代设置的一个州，治所在今广东省连州市。
隋朝开皇十年（590年）设置连州，治所在桂阳县（今广东省连州市），下辖桂陽县、陽山县、連山县、宣乐县、洊安县、熙平县、武化县、桂嶺县、開建县九县。隋炀帝时改为熙平郡，隋末废除熙平县、武化县、宣乐县三县。唐朝改熙平郡为连州，桂嶺县改属贺州、開建县改属封州、洊安县改属齐州。连州辖境相当今广东省连州市、连山壮族瑶族自治县、阳山县等地，下辖桂阳县、阳山县、连山县三县。天宝、至德时连州一度改为连山郡。马楚、南汉、宋朝沿置连州。元朝至元十三年（1276年），置安抚司，直隶行中书省。十七年（1280年），废安抚司，升为连州路。十九年（1282年），降为散州，隶广东道宣慰司。明朝时隶广州府。清朝雍正五年（1727年），升为连州直隶州。1911年，连州改为连县。
唐朝连州刺史
- 区世略（武德初年）
- 朱惠表（武德年间）
- 崔邈（贞观年间）
- 陈希古（唐中宗时）
- 王晙（唐中宗时）
- 袁德仁（开元初年）
- 刘晃（开元前期）
- 尚献忠（开元年间）
- 元瓘（唐肃宗时）
- 元结（唐代宗初年）
- 丘从心（大历初年）
- 陆易（大历年间）
- 李某（大历年间）
- 郭南金（大历年间）
- 王昂（777年，未任）
- 严士元（建中年间）
- 韦光宪（786年）
- 陈谭（贞元年间）
- 王察（贞元年间）
- 韩泰（贞元年间）
- 元澄（贞元年间）
- 张平（贞元年间）
- 李实（贞元年间）
- 高宏本（贞元、元和年间）
- 刘禹锡（805年，未任）
- 崔简（808年—811年）
- 高霞寓（813年—814年）
- 刘禹锡（815年—819年）
- 蒋防（825年）
- 王某（宝历年间）
- 郑涯（大和年间）
- 李玘（大和年间）
- 赵谷旨（830年—833年）
- 杨敬之（835年）
- 武兴宗（845年）
- 苏涤（846年）
- 庾道蔚（856年）
- 卢肇（咸通年间）
- 崔元膺（862年—869年）
- 高湘（咸通年间）
- 赵隐（咸通年间）
- 张濬（890年，未任）
- 鲁景仁（898年）
- 张搏